# Arctornis opalina
Arctornis opalina är en fjärilsart som beskrevs av Collenette 1951. Arctornis opalina ingår i släktet Arctornis och familjen tofsspinnare. Inga underarter finns listade i Catalogue of Life.